# Stela sępów

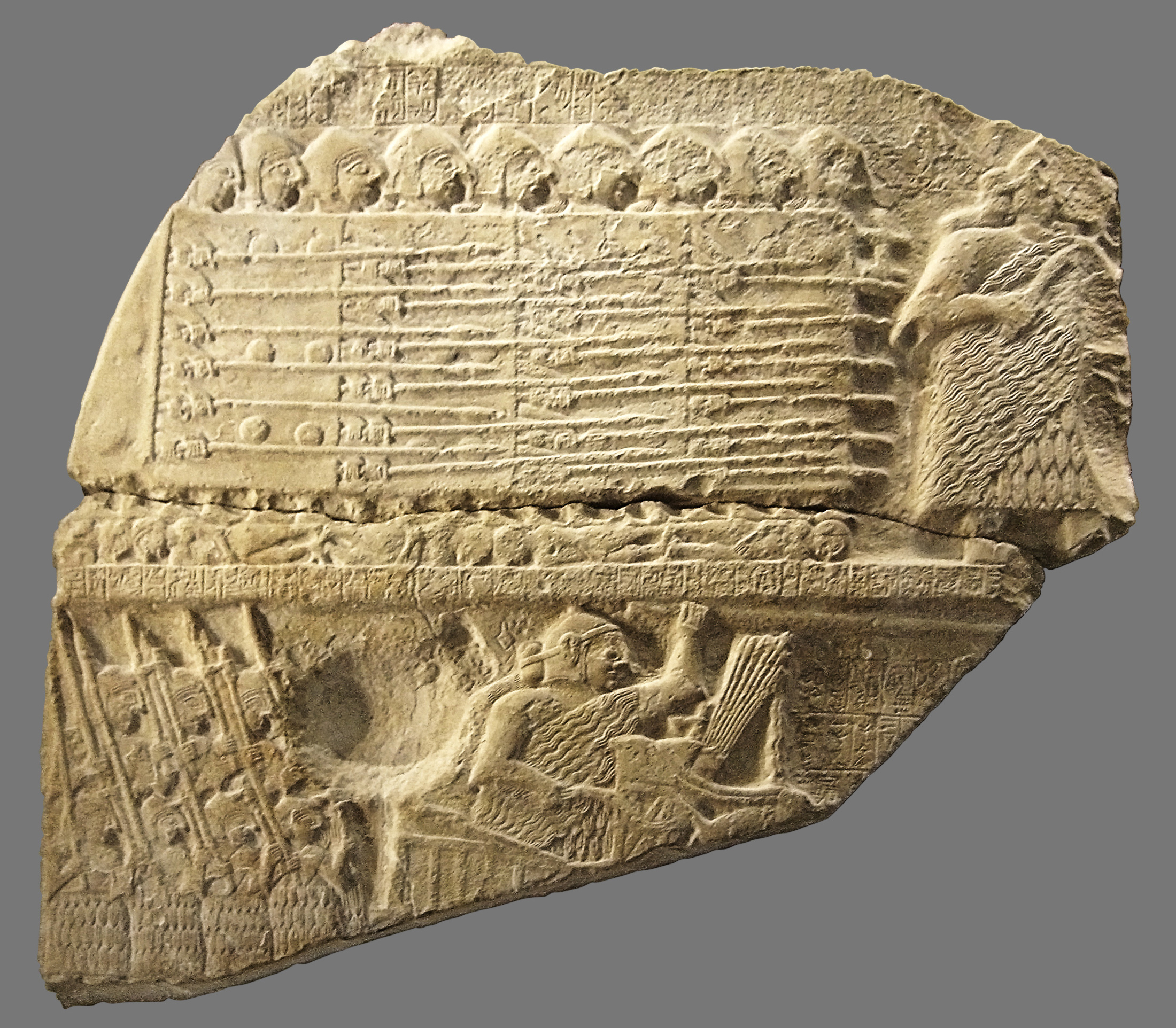
Fragment Steli sępów – w górnej i w dolnej części steli Eanatum na czele wojska – u góry pieszo, a na dole na rydwanie

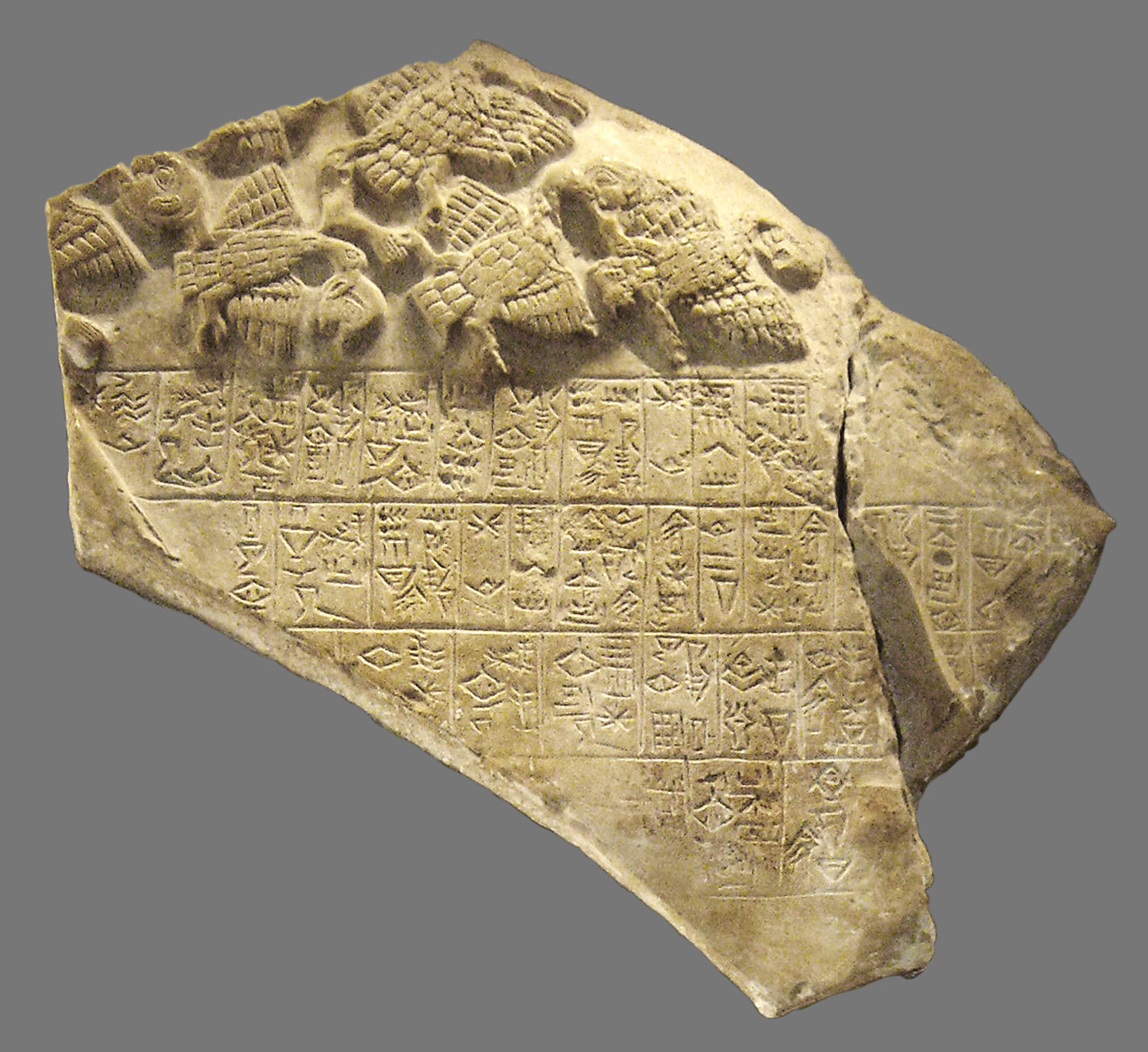
Fragment Steli sępów – sępy rozszarpujące ciała wrogów

Stela sępów – pomnik z wapienia o wysokości ok. 1,80 m, pochodzący z ok. 2450 roku p.n.e., znaleziony w Girsu, do naszych czasów przetrwał we fragmentach. Stela z dwustronnym przedstawieniem figuralnym i opisem zwycięstwa Eanatuma, władcy sumeryjskiego miasta-państwa Lagasz, nad sąsiednim miastem-państwem Umma. Znajduje się obecnie w zbiorach Luwru.

## Opis
Wydarzenia na steli przedstawione są w tradycyjnej sumeryjskiej kompozycji – w tzw. układzie pasowym. Jedna strona wyobraża zwycięstwo Eanatuma: władca, wyraźnie wyodrębniony spośród pozostałych postaci, na czele oddziału żołnierzy o długich nosach, depczących ciała pokonanych wrogów. Poniżej król jest przedstawiony z oszczepem w ręce na rydwanie, również na czele oddziału zbrojnych. Wizerunek władcy nie jest większy od pozostałych przedstawionych sylwetek (taki sposób przedstawiania pozycji panującego w sztuce był charakterystyczny dla późniejszych dzieł). Możliwe, że artysta mógł wyrazić tak więź pomiędzy nim a jego ludem.
Kolejna część wyobraża liczenie poległych i przygotowania do pogrzebu. Ostatnia część, przedstawiająca prawdopodobnie branie w niewolę wrogów, zachowała się tylko we fragmencie. Druga strona steli przedstawia udział bogów w zwycięstwie. Widoczny jest bóg Ningirsu, w lewej ręce trzyma sieć z wrogami oraz wizerunek orła, w prawej maczugę (ten fragment jest niewidoczny na przedstawionych zdjęciach). Również na tej samej stronie steli jest scena rozszarpywania wrogów na pobojowisku przez sępy (drugie zdjęcie), od których zabytek ten jest nazwany.